# Florence Ebila
Florence Ebila (geboren im 20. Jahrhundert) ist eine ugandische Sozial- und Literaturwissenschaftlerin. Sie lehrt Frauen- und Gender Studies an der Makerere-Universität in Kampala. Ein Forschungsschwerpunkt sind Autobiografien afrikanischer Frauen. 

## Akademischer Werdegang
Ebila studierte afrikanische Sprachen und Literatur, Frauen- und Gender Studies an der Makerere-Universität in Uganda und der University of Wisconsin–Madison in den USA. Sie schrieb ihre 1997 veröffentlichte Masterarbeit zum Thema The Portal of Gender Relations in Lango Oral Poetry and Its Part in the Socialization Process. An der University of Wisconsin–Madison erwarb sie 2009 einen Master-Grad mit der Arbeit Gender Representation in Song of Lawino and Song of Ocol. Sie promovierte im Zeitraum 2010–2011 als Stipendiatin der American Association of University Women an derselben Universität mit einer Dissertation, in der sie untersuchte, wie die (Auto-)Biografien afrikanischer Frauen in Kenia, Uganda und Liberia Geschlecht und Nationalismus zum Ausdruck bringen. 2013 war sie Gast-Postdoc am Centre for Humanities Research der Universität Kapstadt und von Januar bis Juni 2018 Scholar im Fulbright-Programm am Northwest College in Wyoming. Sie ist wissenschaftliche Mitarbeiterin am Makerere Institute for Social Research und Lecturer an der School of Women and Gender Studies der Makerere University.

## Forschung
Ihr Forschungsinteresse gilt der Geschlechter-, Kultur- und Konfliktforschung. Sie leistete zahlreiche Beiträge zur Darstellung von Gender in Autobiografien afrikanischer Frauen, insbesondere in politischen Autobiografien und Autobiografien von Frauen in Konfliktsituationen. Sie befasst sich zudem mit der Beziehung zwischen Autobiografie und Geschichte. Hierzu zählt die Autobiografie von Elizabeth Bagaya, der Prinzessin des Toro-Königreichs in Westuganda. Sie möchte mit ihrer Arbeit die vergessenen Frauen in der Geschichte Afrikas, die aufgrund der Kolonialzeit wenig Beachtung fanden, wieder sichtbar machen. So sagte sie in einem Interview mit der Taz: „Die kolonialen Erzählungen müssen getilgt werden, damit die Wahrheit ans Licht kommt. Wir müssen das Wissen ausgraben, das in unseren Gemeinschaften verfügbar ist.“ Sie beteiligt sich auf ihrem Forschungsgebiet an der Kooperation der Makerere-Universität mit dem Centre of Excellence for Urbanization and Habitable Cities an der University of Lagos in Nigeria im Rahmen der transkontinentalen Aktivitäten der African Research Universities Alliance (ARUA).
Ebila gehört zum internationalen Forschungsteam der British Academy, das transdisziplinär die Folgen der unregulierten Produktion von Holzkohle für die Natur und die in den Produktionsgebieten in Ostafrika lebenden Gemeinschaften untersucht.

## Veröffentlichungen
Bücher
- Women, culture, and creativity. Herausgeberschaft mit Florence K. Muhanguzi. Women and Gender Studies, Kampala 2006.[11]
- Moving the discourse from prostitution to sex work in Uganda: challenges and opportunities. (= MISR Working paper; 33[12]) Makerere Institute of Social Research, Makerere University, Kampala 2018, OCLC 1108784474

Artikel
- ‘A proper woman, in the African tradition’: the construction of gender and nationalism in Wangari Maathai's autobiography Unbowed. In: Tydskrif vir Letterkunde, Band 52 (2015), Nr. 1, S. 144–154. doi:10.4314/tvl.v52i1.10
- Naked transgressions: gendered symbolism in Ugandan land protests. mit Aili Mari Tripp. In: Politics, Groups, and Identities, 5 (2017), Nr. 1, S. 25–45. doi:10.1080/21565503.2016.1273122
- Child sexual abuse and situational context: Children’s experiences in post-conflict Northern Uganda. mit Nyangoma und J. Omona. In: Journal of child sexual abuse, 28 (2019), Nr. 8, S. 907–926. doi:10.1080/10538712.2019.1660445
- Loss and trauma in Ugandan girls’ ex-child-soldier autobiographical narratives: The case of Grace Akallo and China Keitetsi. In: Auto/Biography Studies, 35 (2020), Nr. 3, S. 533–555. doi:10.1080/08989575.2020.1759871
- Memoirs of women-in-conflict: Ugandan ex-combatants and the production of knowledge on security and peacebuilding. mit Devon E. A. Curtis (Cambridge), Maria Martin de Almagro (Gent). In: Security Dialogue, Band 53 (2022), Nr. 5, S. 402–419. doi:10.1177/09670106211064040
- Gender differentiated perceptions held for triggers of child neglect in post-conflict northern Uganda. mit Anicent Nyangoma und J. Omona. In: Journal of Gender Studies, Vol. 30 (2021), Nr. 4, S. 440–445. doi:10.1080/09589236.2021.1882295